# Formación Csehbánya
La formación geológica Csehbánya es una formación en Hungría cuyos estratos datan del Cretácico superior. Los restos de dinosaurios se encuentran entre los fósiles que se han recuperado de la formación.

## Paleofauna de vertebrados

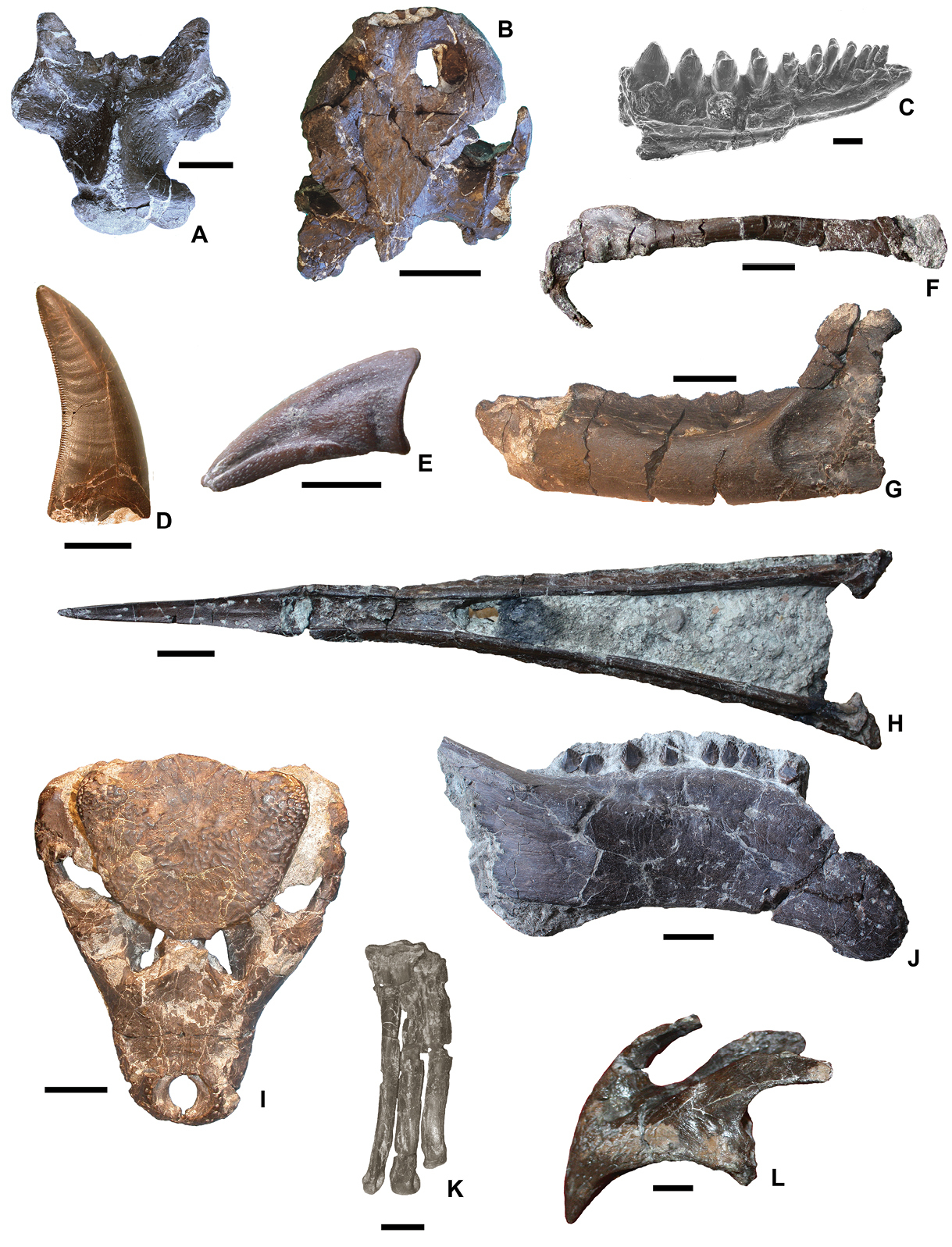
Fósil de Pannoniasaurus

Peces, anfibios, tortugas, escamosos, crocodilomorfos, dinosaurios no avianos, aves y pterosaurios presentes en Veszprém, Hungría, cerca del pueblo de Németbánya en una mina a cielo abierto de bauxita. Otros hallazgos de dinosaurios incluyen abelisáuridos indeterminados, rabdodóntidos indeterminados, y tetanuros indeterminados.

### Anfibios
- Hungarobatrachus szukacsi[5]

### Pterosaurios
Pterosauria
- Azhdarchidae
  - Bakonydraco galaczi

### Dinosaurios
Ceratopsia
- Ajkaceratops kozmai[6]

Ankylosauria
Nodosauridae
- Hungarosaurus tormai[7]

Theropoda
- Pneumatoraptor fodori[4]
- Bauxitornis mindszentyae[8]

Iguanodontia
- Rhabdodontidae
  - Mochlodon vorosi[9]

### Mosasaurios
Mosasauridae
Tethysaurinae
- Pannoniasarus inexpectatus

### Cocodrilos
Crocodylomorpha
Hylaeochampsidae
- Iharkutosuchus